# 張務滋
張務滋（1889年—1965年），字洽升，民國33年後因購買房地產股票，又用名伯良。江蘇省上海縣人。北洋大學堂畢業，進士。

## 生平[2]
- 光緒三十三年（1907年），上海民立中學畢業。三月入天津北洋大學法律科。
- 宣統三年（1911年）六月，北洋大學堂法科法律學門甲班畢業[1]。
- 宣統三年（1911年）八月甲子引見，賞給進士出身，改為翰林院庶吉士[3]。
- 民國元年（1912年）六月至民國4年（1915年）六月，在天津私立直隸法政學校任教員。
- 民國元年（1912年）11月5日，律師登錄（85號）[4]。
- 民國10年（1921年）三月至民國26年（1937年）六月，在天津北洋大學任教員。
- 民國2年（1913年）二月起兼任律師直至民國38年（1949年）。

1938年，天津英租界耀华学校赵天麟因与日本当局交恶遭暗杀后。在國立北洋工學院任教兼任法律顾问的律师張務滋拟受聘担任校长，但到校当天即接到了匿名恐吓信，退回了校长聘书。